# The Twin Club
The Twin Club är en motorcykelklubb, grundad 1956 under namnet Falu motorcykelklubb. Namnet kommer från motorcyklarna som till en början till största delen Engelska tvåcylindriga maskiner. Klubben anordnar sedan 1971 Kopparträffen.